# 盧文鎮區 (明尼蘇達州羅克縣)
盧文鎮區（英語：Luverne Township）是位於美國明尼蘇達州羅克縣的一個行政鎮區，於1871年設立。

## 地方資料
盧文鎮區的面積為83.71平方千米，當中陸地面積為83.47平方千米，而水域面積為0.24平方千米。根據2020年美國人口普查的數據，當地共有人口468人，而人口密度為每平方千米5.59人。